# La Opinión de Granada
La Opinión de Granada fue un periódico español editado en la ciudad de Granada entre 2003 y 2009.

## Historia
Perteneciente al grupo Prensa Ibérica, sus principales competidores eran el Ideal, del grupo Vocento, y el Granada Hoy, del grupo Joly. La sede de su redacción estaba ubicada en el número uno de la plaza Villamena. Para 2008 el diario tenía una difusión media de 4.058 ejemplares. La Opinión de Granada dejó de publicarse el 6 de noviembre de 2009 por dificultades económicas, aunque la empresa editora sostuvo que la intención era mantener en funcionamiento la versión digital de la publicación. La web del diario desapareció finalmente en 2012.